# Gậy trắng

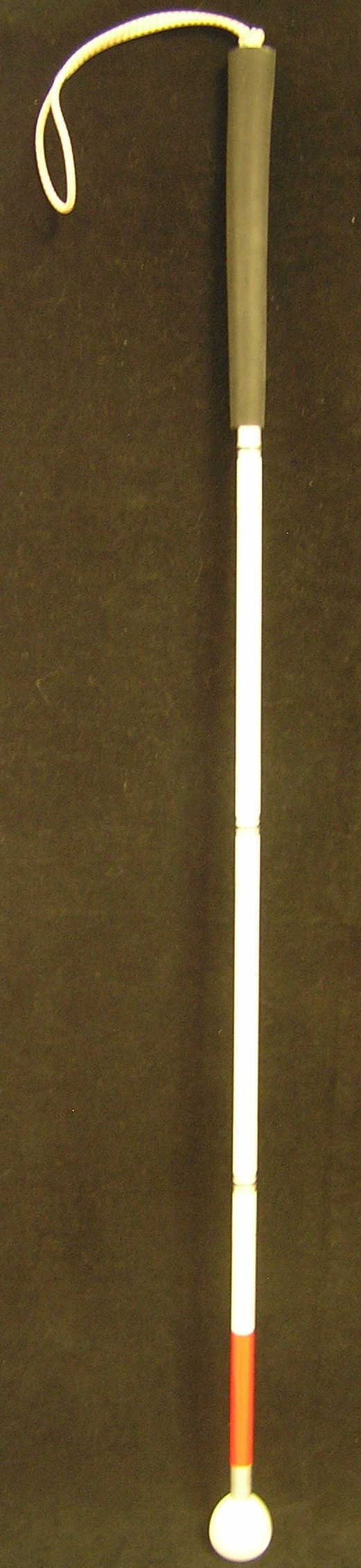
Một chiếc gậy trắng dài, vật dung di chuyển chính dành cho người khiếm thị.

Một chiếc gậy trắng là vật dụng được nhiều người mù hoặc khiếm thị sử dụng. Cách sử dụng chính của nó là làm một vật dụng di động và tỏ ra lịch sự với người khác. Có ít nhất năm loại gậy, mỗi loại phục vụ một nhu cầu khác nhau.

## Loại

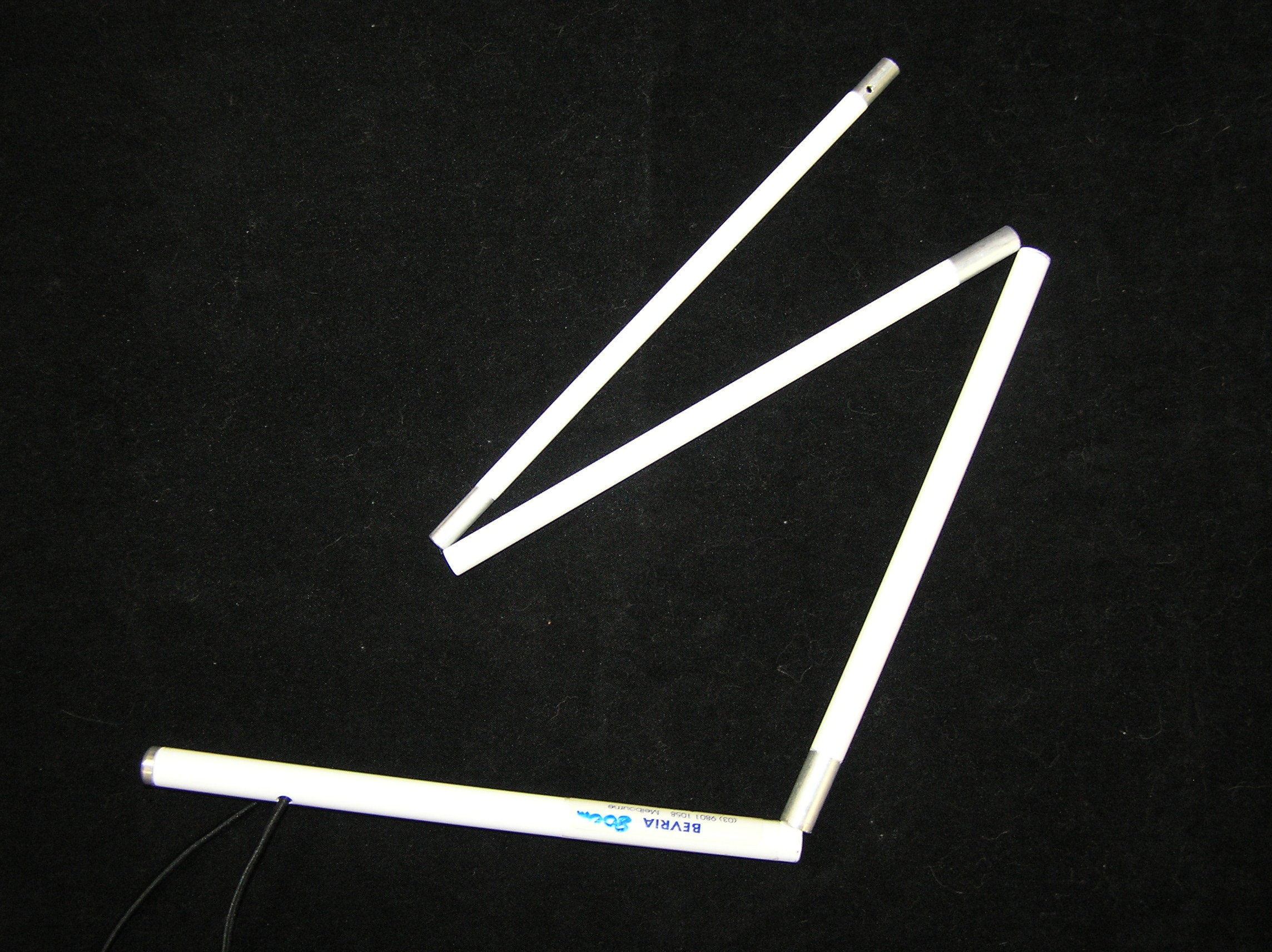
Một chiếc gậy trắng đặc trưng.

- Gậy dài (tiếng Anh: Long cane): Loại gậy trắng "truyền thống" này còn có tên gọi khác là gậy "Hoover", đặt theo tên nhà sáng chế gậy là tiến sĩ Richard Hoover. Gậy được thiết kế chủ yếu làm vật dụng di chuyển để phát hiện những vật cản trên đường người dùng đi. Chiều dài gậy phụ thuộc vào chiều cao của người dùng, theo truyền thống dài từ dưới sàn đến phần xương ức của người dùng. Một số tổ chức ủng hộ sử dụng thêm nhiều gậy dài hơn nữa.[1]
- Gậy dẫn đường (tiếng Anh: Guide Cane): Đây là cây gậy ngắn hơn - thường dài từ dưới sàn đến eo của người dùng, dẫn đến chức năng di chuyển hạn chế di chuyển. Gậy dẫn đường còn có thể được sử dụng theo đường chéo của cơ thể để tự vệ, cảnh báo người dùng về những trở ngại phía trước.
- Gậy nhận dạng (tiếng Anh: Identification Cane hoặc Symbol Cane theo tiếng Anh-Anh): ID của gậy được sử dụng chính để cảnh báo người khác về sự suy yếu thị lực của bản thân. Nó thường nhẹ và ngắn hơn gậy dài, đồng thời không dùng làm vật dụng di động.
- Gậy xanh lá cây (tiếng Anh: Green Cane): sử dụng ở một số quốc gia để chỉ định rằng người dùng có thị lực thấp trong khi gậy trắng chỉ định người dùng là mù.[2]

## Lịch sử

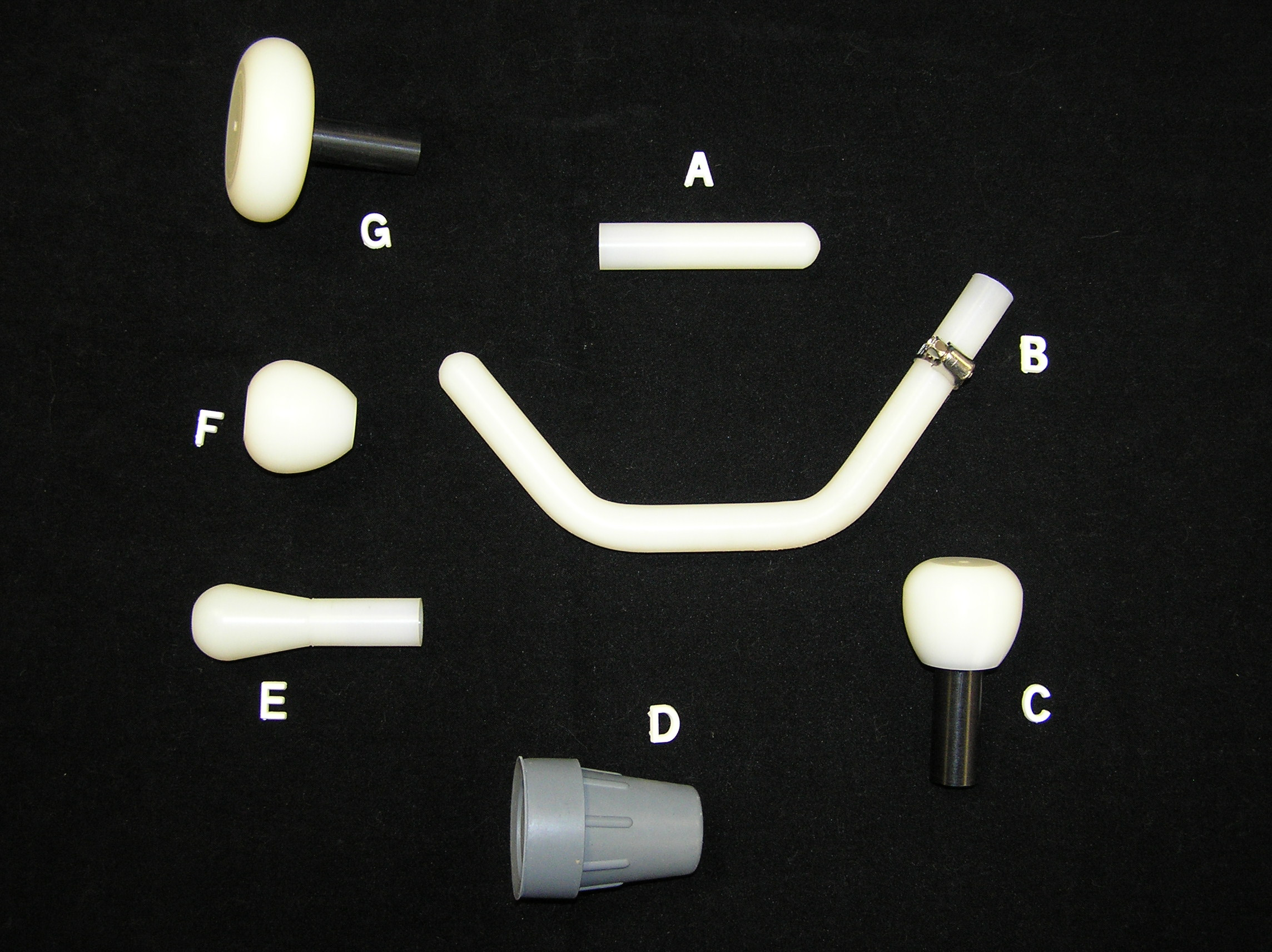
Một loạt mảnh khác nhau từ gậy.

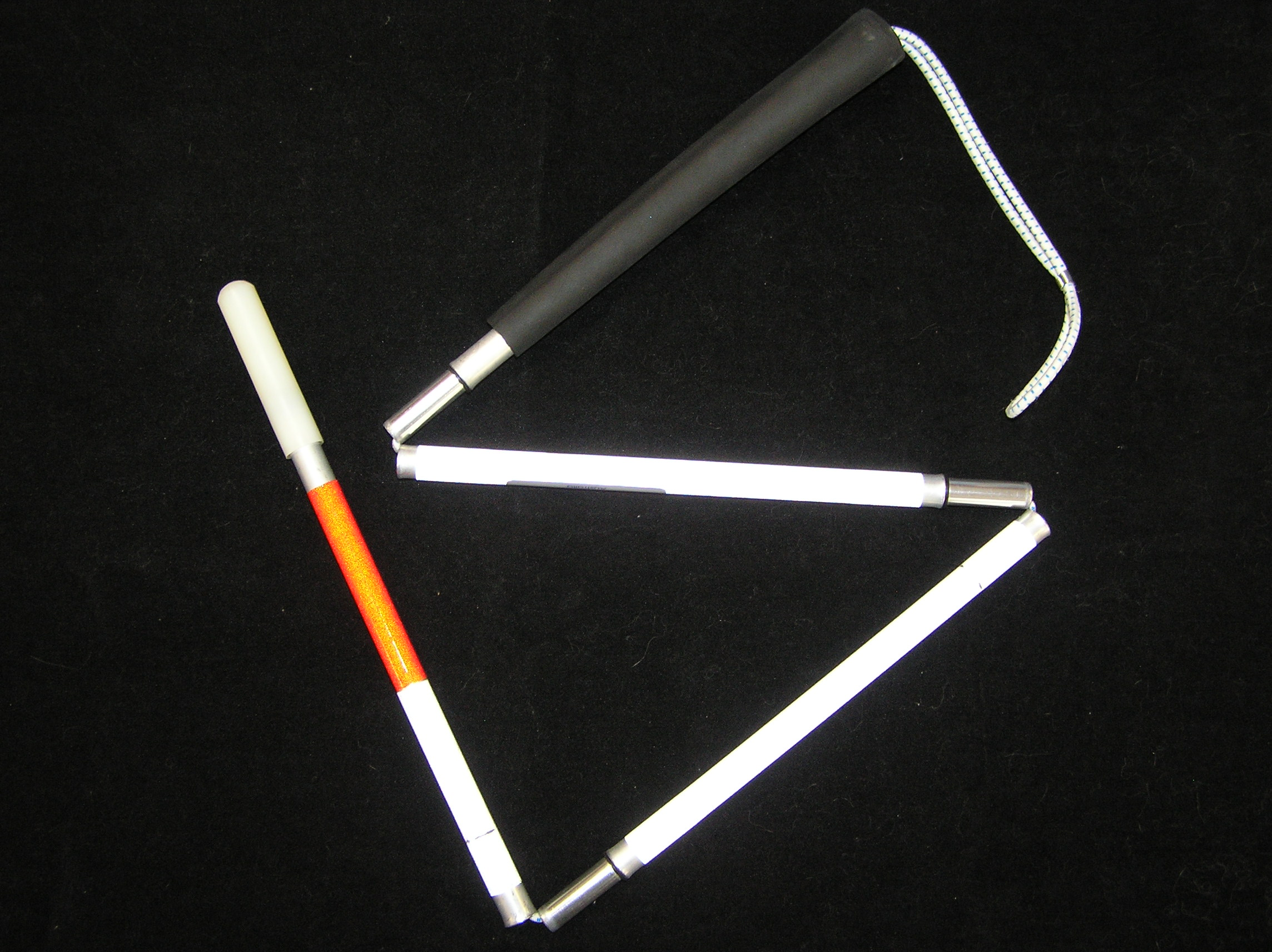
Gậy dài gấp

Người mù đã sử dụng gậy trắng làm công cụ di chuyển trong nhiều thế kỷ, nhưng phải đến sau Thế chiến 2 chiếc gậy trắng mới được giới thiệu trước công chúng. Năm 1931 tại Pháp, Guilly d'Herbemont đã phát động một phong trào gậy trắng quốc gia dành cho người mù. Ngày 7 tháng 2 năm 1931, Guilly d'Herbemont đã trao hai chiếc gậy trắng tượng trưng dành cho người mù, trước sự có mặt của một số bộ trưởng của Pháp. Hơn 5,000 cây gậy trắng sau đó đã được gửi đến những cựu chiến binh Pháp mù từ Thế chiến 1 và người dân thường mù.
Tại Hoa Kỳ, George A. Bonham của Lions Clubs International được coi là người giới thiệu gậy trắng đến quốc gia này. Năm 1930, một thành viên của Lions Club đã chứng kiến một người đàn ông mù cố gắng qua đường bằng một chiếc gậy đen, khiến người lái xe hầu như không thể nhìn thấy nó trên mặt đường tối. The Lions quyết định sơn từ màu đen sang màu trắng để dễ nhìn hơn.